# Марк Фабій Амбуст
Марк Фа́бій Амбу́ст (лат. Marcus Fabius Ambustus; ? — близько 325/323 року до н. е.) — політичний та військовий діяч часів Римської республіки, консул 360, 356 і 354 років до н. е.

## Життєпис
Походив з патриціанського роду Фабіїв. Син Нумерія Фабія Амбуста, військового трибуна з консульськими повноваженнями 406 року до н. е. 
У 360 році до н. е. його було обрано консулом разом з Гаєм Петелієм Лібоном Візолом. На цій посаді переміг герніків, за що отримав овацію. 
У 358 (або ще раніше у 363) році до н. е. його було обрано цензором, згодом — принцепсом сенату.
У 356 році до н. е. Марка Фабія було вдруге обрано консулом, разом з Марком Попілієм Ленатом. Тут він знову переміг герніків та фалісків. Разом з тим зазнав поразки під містом Таркуїнія.
У 355 році до н. е. Амбуста призначили інтеррексом, щоб не допусти обрання обох консулів з плебеїв. Амбуст скасував попередні вибори й провів нові. Новим консулом на 354 рік до н. е. втретє було обрано його разом з Титом Квінкцієм Пеном Капітоліном Криспіном. На цій посаді Марк Амбуст захопив місто Тібурн, приєднавши його до Римської республіки, за що отримав тріумф. 
У 351 році до н. е. Амбуст став вдруге інтеррексом, провів вибори диктатора, яким обрали самого Амбуста.
З того часу про подальшу долю Марка Фабія Амбуста згадок немає.

## Родина
Сини:
- Квінт Фабій Максим Рулліан.
- Марк Фабій Амбуст.